# لوانغو أنغولا الهولندية

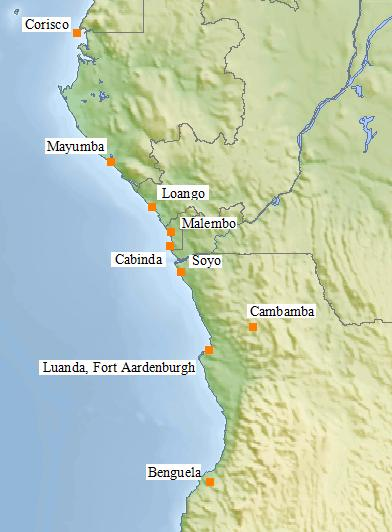

لوانقو أنغولا هو اسم لممتلكات شركة الهند الغربية الهولندية في أنغولا المعاصرة وجمهورية الكونغو. تجدر الإشارة إلى أن الاسم يشير إلى المستعمرة التي احتلت من البرتغال بين 1641 و1648. بعد الاستيلاء على أنغولا تم استعادتها من قبل البرتغاليين عام 1648م، والتجارة الهولندية مع لوانقو أنغولا لم تتوقف.